# Glenn Youngkin
Glenn Allen Youngkin (født 9. december 1966) er en amerikansk politiker og forretningsmand som er guvernør i delstaten Virginia. Han blev indsat i embedet den 15. januar 2022. Som medlem af det republikanske parti besejrede Youngkin den tidligere demokratiske guvernør fra 2014 til 2018 Terry McAuliffe ved guvernørvalget i Virginia i 2021. Før han gik ind i politik var Youngkin i 25 år i finansfirmaet The Carlyle Group hvor han blev dets administrerende direktør. Youngkin forlod Carlyle Group i september 2020 og annoncerede i januar 2021 sit kandidatur til guvernørvalget i Virginia i 2021.
Youngkins sejr var overraskende og generelt set som en modreaktion mod præsident Joe Bidens politikker for social- og raceområdet, COVID-19 og migration, samt Build Back Better-loven. Han har lovet at forbyde undervisning i kritisk raceteori i offentlige skoler fra dag ét når han tiltræder, fjerne krav om COVID-19-vacciner og arbejde for lav skat og mindre statsstyring i Virginia.